# Litoria jeudii
„Litoria” jeudii – gatunek niezwykle słabo poznanego przez naukę płaza bezogonowego z podrodziny Pelodryadinae w rodzinie rzekotkowatych (Hylidae).

## Występowanie
Zwierzę to spotkano gdzieś na północy Papui-Nowej Gwinei, jednak dokładne ustalenie lokalizacji typowej jest niemożliwe. Co za tym idzie, nie odnotowano bytności gatunku w żadnym rejonie podlegającym ochronie prawnej.

## Status
Dotąd napotkano przedstawiciela tego rzadkiego gatunku tylko raz. W efekcie tego nauka nie dysponuje odpowiednią ilością danych, by wnioskować o jego statusie.
Jeśli płazy te żyją w Gogol Valley, dużym zagrożeniem dla ich istnienia jest degradacja środowiska naturalnego spowodowana działalnością człowieka.